# Balaruc-le-Vieux
Balaruc-le-Vieux is een gemeente in het Franse departement Hérault (regio Occitanie). De plaats maakt deel uit van het arrondissement Montpellier. Balaruc-le-Vieux telde op 1 januari 2022 2.749 inwoners.

## Geografie
De oppervlakte van Balaruc-le-Vieux bedroeg op 1 januari 2022 5,92 vierkante kilometer; de bevolkingsdichtheid was toen 464,4 inwoners per km².

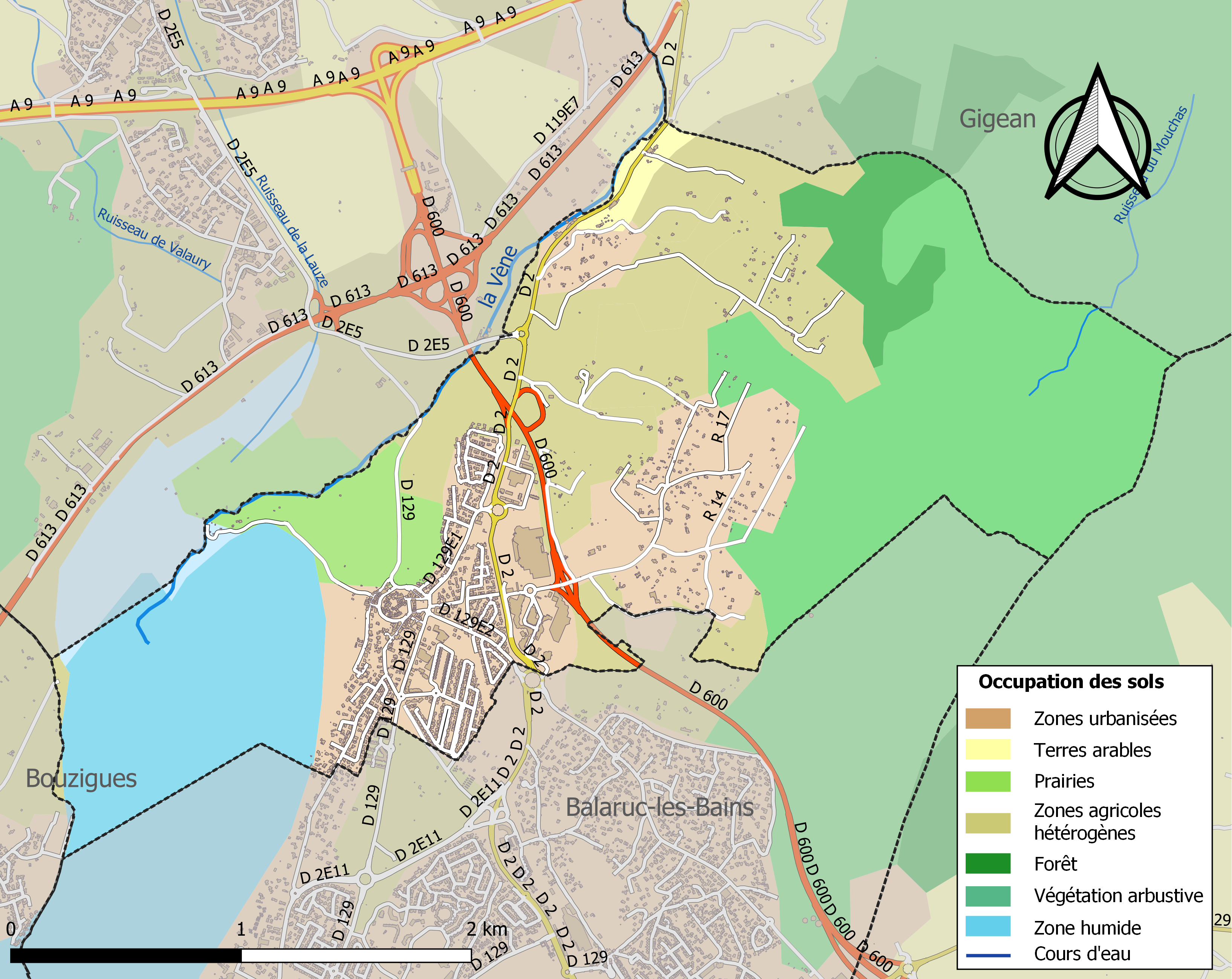
Kaart van de gemeente met belangrijkste infrastructuur, bodemgebruik en omliggende gemeenten

## Demografie
Onderstaande figuur toont het verloop van het inwonertal (bron: INSEE-tellingen).